# Дормамму
Дорма́мму (англ. Dormammu) — персонаж Marvel Comics, состоящий из чистой мистической энергии, Дормамму является одним из самых мощных магов вселенной Marvel. Персонаж был создан сценаристом Стэном Ли и художником Стивом Дитко. Дебютировал в Strange Tales № 126 (ноябрь 1964).
Дебютировав в эпоху Серебряного века комиксов, Дормамму появлялся на страницах комиксов в качестве злейшего врага супергероя по имени Доктор Стрэндж. Впоследствии персонаж появлялся в различного рода мерчендайзе: одежда, игрушки, коллекционные карточки, мультсериалы и видеоигры.
В 2009 году Дормамму занял 56-е место в списке 100 величайших злодеев комиксов по версии IGN.

## История публикаций
Дормамму впервые появился в Strange Tales #126 (ноябрь 1964). Он был описан как бог, который терроризирует обитателей Тёмного измерения. Он стал постоянным врагом Доктора Стрэнджа, который до этого имел лишь разовых противников в Strange Tales #110-125 (Июль 1963 — октябрь 1964). Основную роль Дормамму сыграл в Strange Tales #131-146 (апрель 1965 — июль 1966). Было выявлено, что у Дормамму есть единокровная сестра Умар и что они оба — мистические существа. В Strange Tales #150 (ноябрь 1966) они были названы фэлтаинцами. Дормамму и Умар не раз объединялись с асгардским богом Локи для борьбы с героями Земли. Эти союзы состоялись в: Avengers #115 — 118 (сентябрь — декабрь 1973) и Defenders #8 — 11 (сентябрь — декабрь 1973); Thor  Annual #9 (1981); Doctor Strange, Sorcerer Supreme #1 — 2 (Ноябрь 1988 и январь 1989), а также в ограниченных сериях Doctor Strange: The Flight of the Bones #1 — 4 (февраль — май 1999) и Hellcat #1 — 3 (сентябрь — ноябрь 2000).
После появления в The Amazing Spider-Man #498 — 500 (октябрь — декабрь 2003) Дормамму ненадолго выступил в качестве злодея в New Avengers #46 (Декабрь 2008).

## Биография
Родился миллионы лет назад в измерении, значительно отличающемся мощной энергетикой — Фелтайн (Faltine). Дормамму и его сестра Умар решили стать более могущественными, и организовали заговор против некоторых своих же собратьев. Но заговор провалился и, в конце концов, после убийства своего отца Санайфера (Sinifer), они были изгнаны из измерения Фэлтайн. Но они выжили и нашли себе прибежище, а после и обосновались в Темных измерениях. На момент их прибытия общество мульти-разновидностей Темных Измерений было в мире в течение почти 28 тысяч лет, а произошло это в третье тысячелетие правления короля Олнара (Olnar).
Несмотря на предупреждения своего колдуна-советника Мхуруукса (Mhuruuks), Олнар предложил Дормамму и Умар убежище и власть в обмен на знания о том, как разрушить сдерживающие барьеры и поглотить другие измерения в его области. После десятилетий таких завоеваний, Дормамму, будь то случайно или преднамеренно привел Олнара к области измерению Бессмысленных (Mindless Ones), где кто-то из неистовых неразрушимых дредноутов убил Oлнара и многих других обитателей Темных измерений. Дормамму и Умар отразили их атаку, а используя беспорядок, убили большинство советников Мхуруукса, и были встречены Темными измерениями как герои, после чего были объявлены регентами малолетнего сына Олнара — Орини, которого не сочли угрозой для своего положения, и разрешили жить под их заботой и на их попечении. Будучи правителем, Дормамму частично вернулся к своему пылающему виду Фелтайн измерений, но, объединив свою сущность оттуда с врожденной мистической энергией Темных Измерений, увеличил свою мощь чрезвычайно.

### ПротивДоктора Стрэнджа
Дормамму послал призрачного посыльного к Древнему, чтобы объявить о возобновленном намерении завоевать Земное измерение. Когда же в ответ в Темное Измерение поехал Доктор Стрендж, Дормамму, это очень удивило — даже угроза завоевания не пробудила Древнего к действию, и раз так то он послал сверхъестественных слуг, чтобы запутать вновь прибывшего. Когда же Доктор Стрендж одолел всех «встречающих», Дормамму встретился с ним в мистическом бою, но Стивен оказался более сильным, чем ожидал Дормамму. Поскольку Дормамму «тянул» энергию Темного Измерения, он увлекшись битвой, не заметил как Клеа ослабила барьер, сдерживающий Бессмысленных, и был вынужден уйти, чтобы вернуть последних обратно. Не желая чтобы пострадали другие, Стрейндж помог Дормамму вновь успешно запечатать безжалостные силы. Обязанный Стренджу из-за его помощи, Дормамму был вынужден прекратить бой, вспыхнувший между ними, и Стрендж заставил его поклясться никогда вновь не угрожать Земному измерению. Разгневанный таким поворотом событий, Дормамму поклялся отомстить Стивену, недовольство, вспыхнувшее в нём, по своей силе даже перевешивало его ненависть к Древнему. Дормамму скоро нашёл лазейку в своем обете, предоставив Барону Мордо, больше власти, чем когда-либо прежде, для убийства Стренджа третьим лицом и при условии, что его причастность никогда не будет доказана. Барон Мордо и его приспешники преследовали Стренджа во всем мире в течение многих недель пока, наконец, не похитили Древнего чтобы использовать в качестве козыря на переговорах, и чтобы заманить Стренджа в Темные измерения. Но хвастовство Барона Мордо утомило Дормамму, и он в припадке бравады призывает на нейтральной территории трех Земных волшебников, после палату лордов Ада, а также пэров собственного измерения, чтобы те могли пронаблюдать, что Барон Мордо сделает со Стренджем в рукопашном бою. Однако, когда в бою, казалось, Стрендж одерживал верх, Барон Мордо предательски нанес магией удар сзади, чем нанес оскорбление чувствам чести Дормамму. Изгнав Барона Мордо за доставленные неприятности, Дормамму сам сходится со Стренджем в матч-реванше, но все равно — проигрывает и тогда перед собранной палатой лордов, Стивен принуждает Дормамму поклясться, что в дальнейшем тот никак не станет угрожать Земле, даже через третьих лиц. Тем не менее, Дормамму наносит удар по низменным измерениям, тем самым, изгоняя туда Клеа, а после ещё манипулировал дружественным Нижним Лордом Tazza, пытаясь заставить его напасть на колдуна.

### Мстители
Дормамму основал союз с асгардским богом Локи в попытке найти артефакт — Глаз Зла. После того как Дормамму заполучил его, он привлек внимание Мстителей и Защитников, которые с боем пробивались через его измерение. После он пленил Локи и даже привлек внимание самого наблюдателя. Во время встречи героев с Дормамму, Дормамму показал удивительные способности и без труда превзошёл Защитников и Мстителей. Воспользовавшись тем, что Дормамму был отвлечен битвой, Локи смог выбраться из ловушки Дормамму и напал на него, а Ванда Максимофф с помощью своих сил разрушила его телесную оболочку.

### Возвращение и месть
Спустя несколько лет, Дормамму вернулся к своей сути заново. Тем не менее, он стал очень странным и говорил о вещах, которые он никогда не знал. Умар из-за этого высмеивала Дормамму. Во время этого произошёл колоссальный сдвиг в космической оси которых значительно увеличивает силу Дормамму и Умар. Заманив Доктора Стренджа и Защитников , Дормамму побеждает и заявляет что в его целях теперь не вселенная, а собирается захватить всю мультивселенную попутно забрав око агамото. Дормамму и Умар были настолько мощными, что они обладали способностями и возможностями превосходившую саму Вечность и Кошмара, который и поспособствовал в том чтобы Доктор Стрендж попал в темное измерение. Дормамму получивший силу вечности использовал его новые способности и преобразил Землю в свою пропасть зла, там где Дормамму и решил остановиться. Вскоре реальный Доктор Стрендж, и реальные защитники, пришли и увидели что целая планета находится под контролем Дормамму, после сражения с оскверненными мстителями и Бароном Мордо с помощью которого Доктор Стрендж хитростью удалось выманить Дормамму, после они выступили против Дормамму. Но Дормамму увеличил полномочия до смещения самой реальности, он был непобедим для защитников, и для Доктора Стренджа и у них не было сил бороться против него. Однако, герои остановили Дормамму с помощью Умар которая смогла поглотить его магию и восстановившую реальность и Дормамму затем был снижен до ничего.

### Мегера
Дормамму использует Сатаниша, который попутно открывает истину, что он создан Дормамму и свергает Мефисто, завоевав его часть ада. Дормамму объединяется с территорией Сатаниша и начинает представлять угрозу всему адскому измерению. После Мефисто, плененный в сфере, созданной Дормамму, спасен Адовой кошкой которая говорит, что ненавидит Мефисто, но нуждается в его помощи. Мефисто созывает совет и говорит, что Дормамму угрожает также царству Плутона, Хелы и Адского Шторма. Адская кошка также выдает предположение, которое всех шокировало, что на самом деле Адский Шторм сын Сатаниша. Дабы сберечь Ад Лорды Ада ограничивают адский огонь что значительно влияет на силу Дормамму, который вынужден уйти в своё измерение. В качестве благодарности Мефисто телепортирует на Землю Адскую кошку, ничего не помнящую.

### Капюшон
В настоящее время[какое?] Дормамму объединился со злодеем по имени Капюшон (англ. Hood). Дормамму поймал его созданным специально магическим плащом, цель изобретения которого - поймать земную жертву. Капюшон стал результатом этого плана и теперь Дормамму имеет связь с Землей через него. После того как Капюшон все больше использовал эту силу, он превращается в демона, Но после был изгнан из тела Капюшона Огненным Штормом, Доктор Стренджем и Верховным волшебником доктором Вуду! Также он помогал Капюшону в различных его преступлениях, включая кражу Кубка Фортуны, а недавно убедил паренька в получении вируса зомби для использования в качестве оружия против героев и смертных Вселенной — 616. Кроме того, он также помог в спасении Дженнифер Кэйл от распространяющегося вируса зомби и предложил ей сильные способности, только в конечном итоге все-таки обманул её и стал обладателем её тела. Однако он не смог задержаться в теле Кэйл слишком надолго, так как с помощью Адового шторма она смогла вырвать его из своего тела и отправить обратно в Темные измерения.

### Люди Икс
Дормамму появляется в собрании палаты лордов Ада, где обсуждают Магику, как правительницу Лимба. После всех попыток избавится от Магики, Дормамму вступает в бой, пытаясь убить Людей-Икс и Магику, но поскольку бой происходил не в его измерении он погиб.

## Альтернативные версии

### Ultimate Marvel
Во вселенной Ultimate Marvel Дормамму впервые появляется во время событий Ультиматума, где вырывается из Тёмного измерения и убивает сына своего врага Доктора Стрэнджа, Доктора Стрэнджа младшего. Перед этим он захватил Джонни Шторма и начал поглощать его силу. Впоследствии демон сталкивается со Сюзен Шторм и Беном Гримом, после того как уничтожил Святая Святых. Сьюзен запечатывает его голову в своё силовое поле, после чего Джонни побеждает его, превращая в бессильного человека.

## Появления вне комиксов

### Телевидение
- Дормамму появляется в мультсериале «Женщина-паук» (1979).
- Дормамму появляется в мультсериале Человек-паук 1994 года в эпизодах «Доктор Стрэндж», «Возвращение Венома» и «Карнаж», где его озвучил Эд Гилберт. По сюжету он пытается выбраться из своего измерения, чтобы подчинить Землю.
- Роберт Инглунд озвучил Дормамму в мультсериале Отряд супергероев.
- В мультсериале Халк и агенты У.Д.А.Р.А. Дормамму озвучил Фил Ламарр[5].
- Фил Ламарр вновь озвучил Дормамму в мультсериале Совершенный Человек-паук в эпизоде «Плащ и Кинжал».
- В мультсериале Мстители, общий сбор! Дормамму появляется как один из противников Мстителей.

### Фильмы

Дормамму в фильме «Доктор Стрэндж»

- Дормамму является главным антагонистом полнометражного мультфильма «Доктор Стрэндж» 2007 года, озвученный Джонатаном Адамсом.
- Дормамму появляется в фильме Кинематографической вселенной Marvel «Доктор Стрэндж» (2016), где Бенедикт Камбербэтч исполнил его роль с помощью технологии захвата движений[6]. В этой версии он предстаёт в виде огромного лица из пульсирующей мистической энергии и стремится поглотить все другие вселенные в своё Тёмное измерение. Кецилий и его зилоты связываются с Дормамму, чтобы использовать его силу, и переносят Землю в Тёмное измерение. Доктор Стрэндж (которого также играет Камбербэтч) использует Камень Времени, чтобы переместить себя и Дормамму в бесконечную временную петлю, пока последний не согласится покинуть Землю и забрать с собой Кецилия и зилотов в обмен на то, что Стрэндж разорвёт петлю времени.

### Видеоигры
- Дормамму является играбельным персонажем в игре Marvel vs. Capcom 3: Fate of Two Worlds и её продолжении Ultimate Marvel vs. Capcom 3. В обеих частях его озвучил Майкл Т. Уайсс[7].
- В Marvel Super Hero Squad Online Дормамму вновь озвучил Роберт Инглунд.
- В игре Marvel: Avengers Alliance для Facebook Дормамму является одним из боссов.
- Дормамму появляется в игре Marvel Heroes, озвученный Робином Аткин Даунсом[8].
- В игре Lego Marvel Super Heroes Дормамму является одним из играбельных персонажей. Персонажа озвучил Трэвис Виллингхэм.
- Дормамму является играбельным персонажем в игре Marvel Future Fight.

## Критика и отзывы
В 2009 году Дормамму занял 56 место в списке 100 величайших злодеев комиксов по версии IGN.